# Prindle
Prindle az Amerikai Egyesült Államok északnyugati részén, Washington állam Skamania megyéjében elhelyezkedő önkormányzat nélküli település.
Prindle postahivatala 1909 és 1938 között működött. A település névadója Ernest Hinsdale Prindle telepes.

## Fordítás
- Ez a szócikk részben vagy egészben  a   Prindle, Washington című angol Wikipédia-szócikk ezen változatának fordításán alapul.  Az eredeti cikk szerkesztőit annak laptörténete sorolja fel. Ez a jelzés csupán a megfogalmazás eredetét és a szerzői jogokat jelzi, nem szolgál a cikkben szereplő információk forrásmegjelöléseként.